# Catedral Nova de Lleida
La Catedral Nova de Lleida o Seu Nova és l'actual seu del Bisbat de Lleida. Se situa al bell mig de la ciutat, davant de l’Antic Hospital de Santa Maria, actual seu de l'Institut d'Estudis Ilerdencs. És un elegant edifici d'estil barroc amb tendència al classicisme academicista, construït entre 1761 i 1781 per substituir la Seu Vella, que havia estat convertida en caserna. Tot i les diferents destruccions i espolis que ha patit, la Seu Nova de Lleida conserva importants conjunts artístícs i decoratius, com les pintures murals, els vitralls o els ornaments litúrgics. S'hi venera també la Mare de Déu del Blau, una imatge de l'escultor Jordi Safont (1447), restaurada el 1989 i objecte de devoció per part dels lleidatans.

## Descripció

### Exterior
La composició de la façana té precedents en la tradició de l'arquitectura religiosa hispano-lusitana de finals del Renaixement, i és sobretot una clara mostra del barroc classicista, molt en línia de l'eclecticisme professat pels enginyers militars. La façana de la catedral es defineix per les seves severes línies tardobarroques, elegants, sense motius superflus.
Es tracta d'un ampli edifici de pedra grisenca amb murs no gaire decorats, encara que la seva articulació vertical es realitza a base de pilastres clàssiques amb capitell corinti.
La façana principal es veu animada per una sèrie d'arcs de mig punt i les torres campanar rematades per cúpules i amplíssimes troneres d'arc semicircular (una a cada cara de les torres) amb balustrada. En un dels murs hi ha una sèrie de finestres rectangulars adovellades, les més baixes rematades en frontó corb.

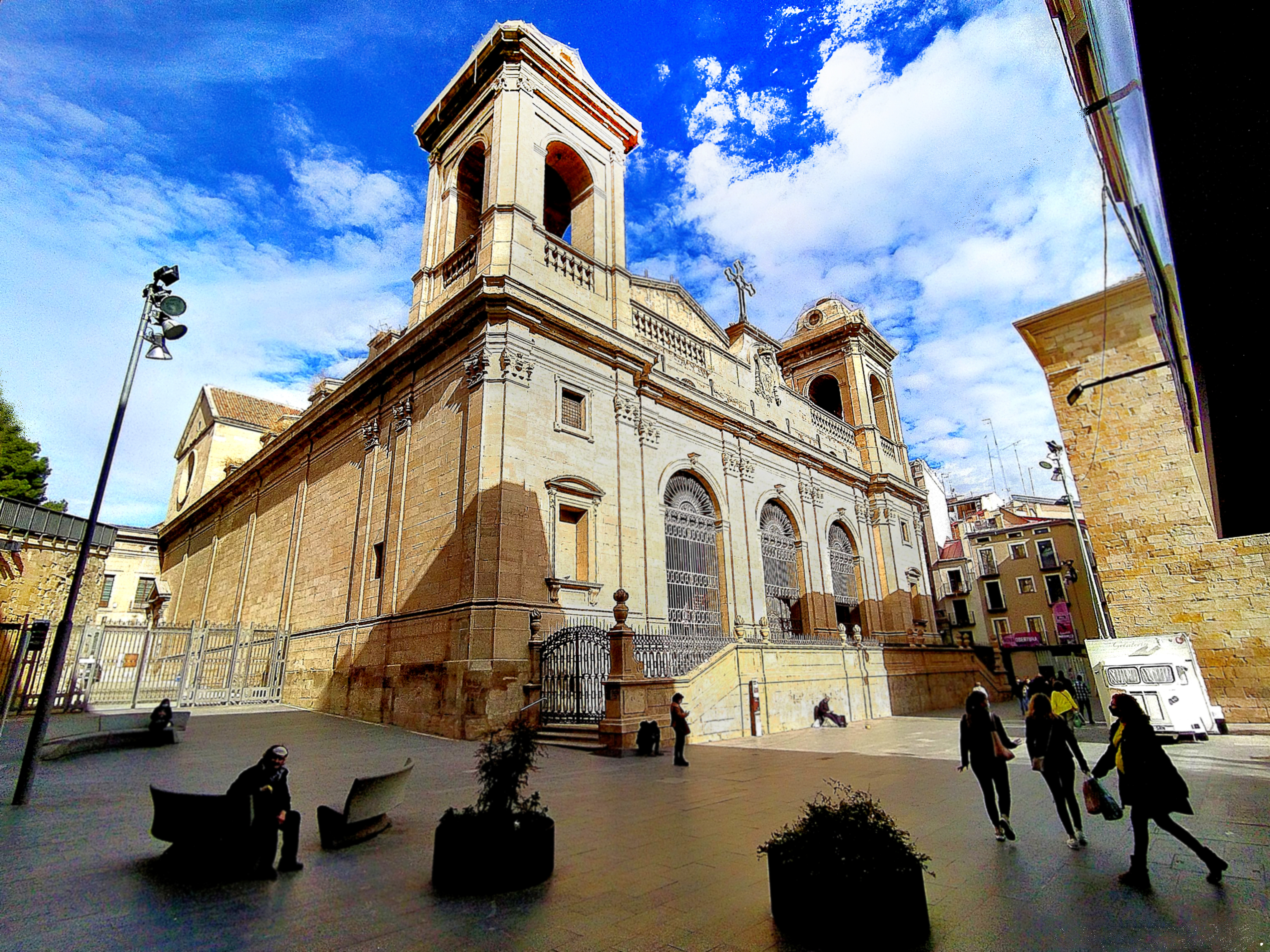
Catedral Nova de Lleida (1761-1781)

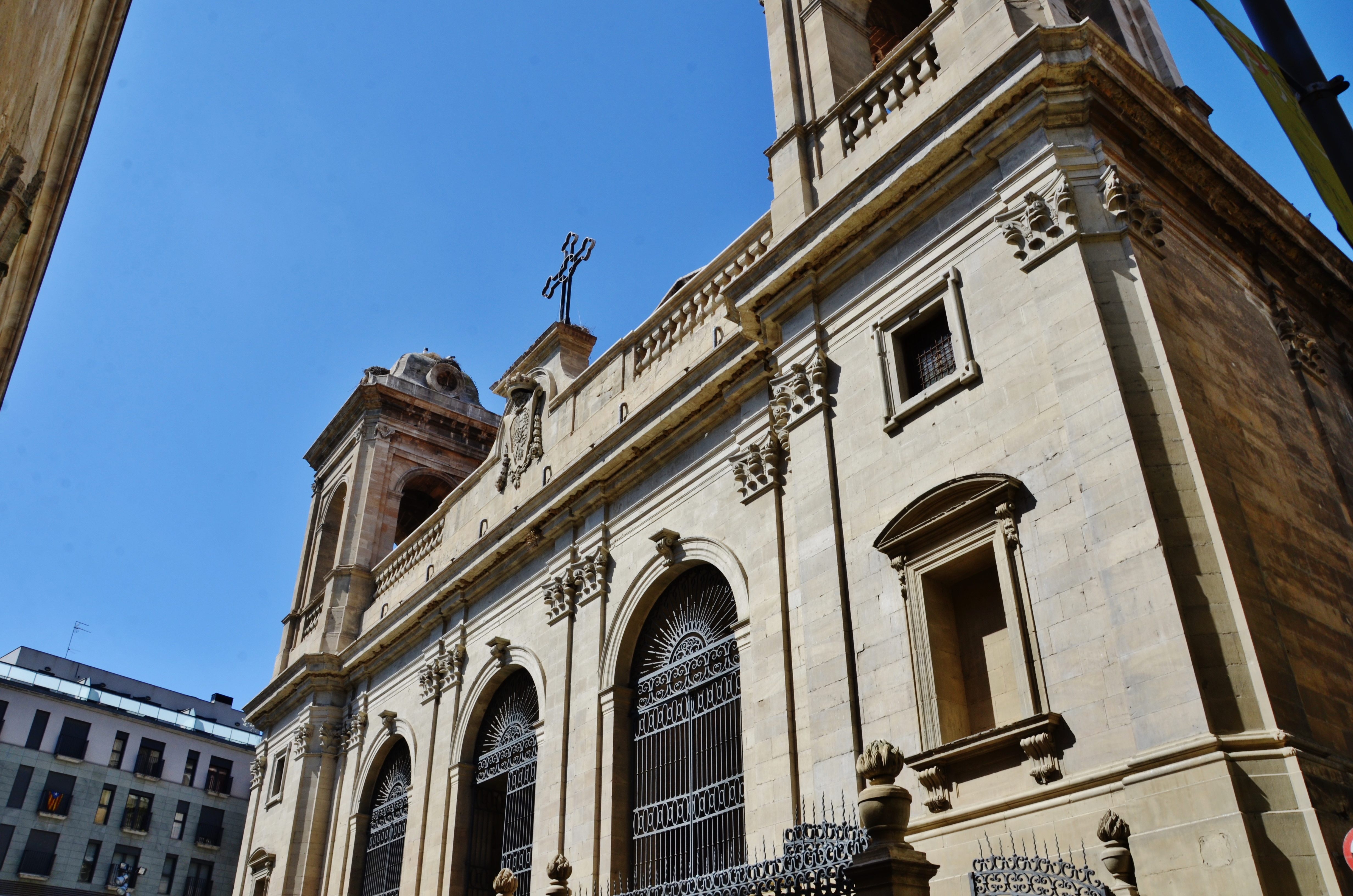
Façana de la Catedral nova de Lleida

A la part de dalt de l'alçat hi ha l'entaulament, amb múltiples motllures que sobresurten. L'àtic està resolt amb una balustrada que al mig hi té l'escut d'Armes del rei Carles III, impulsor de la construcció, coronat al mig per una creu perforada de ferro forjat del 2014, imitant la creu perduda el 1936.
L'imponent frontisici es divideix en un cos central i dos laterals, com un arc de triomf. A la part inferior hi té un elevat sòcol, del que en sorgeixen parelles de pilastres adossades de fust llis que acaben en capitells corintis, els quals emmarquen els 3 cossos verticals i s'intercalen entre els 3 arcs d'accés.
Dels cossos laterals n'emergeixen 2 imponents torres-campanar de base quadrangular, que es coronen per sengles cúpules de perfil acampanat i decorades amb 4 òculs cecs. Les torres, de tres pisos, també responen a solucions italianes del segle xvii de manera que l'elegant tipologia ideada per Cermeño està empeltada i connecta amb un ampli repertori culte i cosmopolita. Aquests campanars no han tingut mai campanes, perquè a Lleida sempre s'han fet servir les de la Seu Vella.
Els gerros amb flames que decoren la tanca són producte de les restauracions de post-guerra.
Per accedir al temple s'ha de pujar l'escalinata amb accessos laterals. Després de pujar les escales s'entra a l'atri, un espai antecedent a les naus, que serveis d'aixopluc i vestíbul a manera d'extensió de la nau, en el qual s'obren 3 grans arcades amb sòbries reixes treballades amb forja. Les reixes també van ser reconstruïdes el 1940.

### Interior
En aquesta catedral, malgrat l'estil marcadament sever, acadèmic i alhora barroc del temple, alguns aspectes remeten a esquemes d'una llarga tradició medieval. És el cas de la planta, que segueix el tipus conegut com a planta de saló, caracteritzada per la seva forma rectangular i per estar dividida en 3 naus de la mateixa alçada, de manera que la llum que rep a l'interior, és de les obertures d'aquests col·laterals.

Això afavoreix no sols la percepció d'un espai unitari, sinó que també de la seva diafanitat.

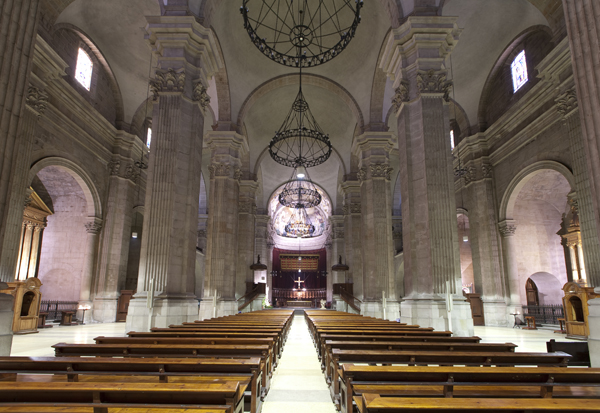
Interior. S'hi pot apreciar els capitells de les columnes.

Les naus del temple se separen per grans pilars, 3 per banda, als quals s'adossen 4 pilastres de fust estriat amb capitells corintis que produeixen un efecte de severitat i elegància.
Les naus estan cobertes amb voltes bufades, de tradició florentina, característiques del primer Renaixement de Brunelleschi. En tindre una planta quadrada, les voltes bufades serveixen per ensostrar espais quadrangulars. En aquest cas s'utilitzen en els trams en que es divideixen i es compartimenten les naus de la catedral.
A banda i banda de les naus laterals, hi ha 4 capelles; a la capçelera que s'articula amb una girola o deambulatori s'hi obren 7 capelles més, a les quals s'hi accedeix per arcs de mig punt sostinguts per columnes amb capitells corintis.
A la planta del temple hi ha també un deambulatori, que fa de continuació de les naus laterals donant la volta al absis. El deambulatori,així com les naus, té contraforts interiors, entre els quals se situen les capelles esmentades. La part exterior de la capçelera forma un conjunt rectangular al voltant d'una girola absidial.
En definitiva, segueix un plantejament de caràcter eclèctic que va marcar l'arquitectura del s. XVIII; primer per les reminiscències barroques, i segon per les innovacions franceses i italianes de caràcter més classiques.

#### Nau central
Un ampli espai que impressiona per la robusta i sòbria fermesa dels pilars, folrats de pilastres acanalades, els quals s'aixequen a banda i banda com una mena de bosc de pedra gris.

#### Presbiteri i absis
Aquest és l'espai més important del temple, ja que s'hi reuneixen algunes de les obres més rellevants de la catedral, com la Mare de Déu del Blau o les pintures de la volta de l'absis, dedicades a l'Assumpta.

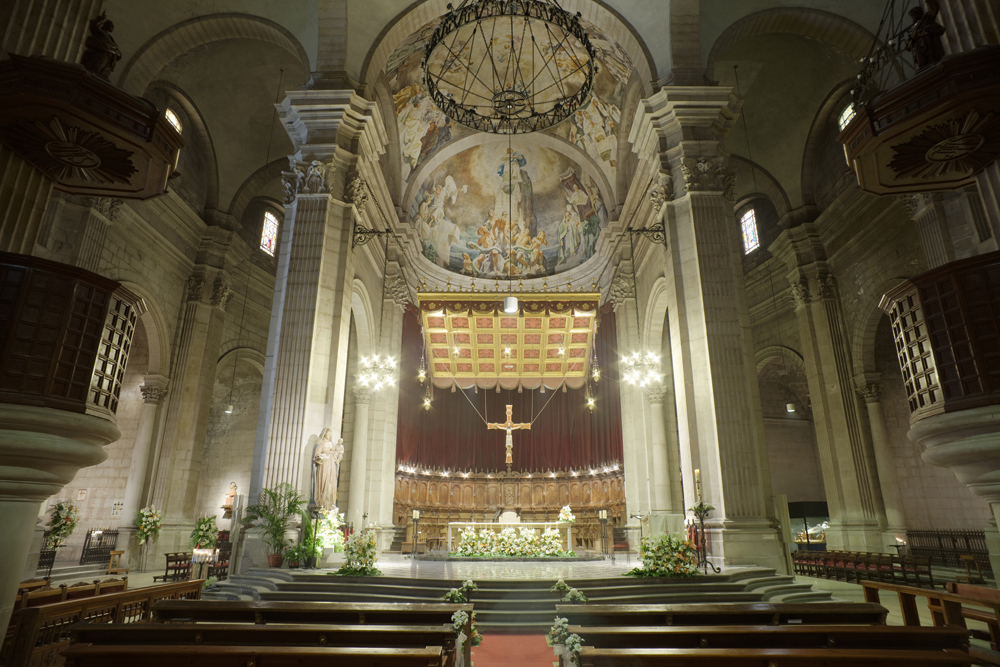
Absis i presbiteri. S'hi veuen les pintures i la Mare de Déu del Blau

##### Pintures de l'absis i presbiteri
Amb la reconstrucció de la Catedral, les voltes del presbiteri i de l'absis es van decorar amb unes pintures murals molt ben resoltes, executades amb la tècnica del fresc i que són obra de Josep Serrasanta, el qual les va pintar entre 1954 i 1955. Presenten temes dedicats a l'Assumpció de la Mare de Déu, titular de la Catedral. A la volta absidial, Maria es troba damunt d'una roca monolítica, triomfant sobre el pecat, que es plasma en figures representades per la serp, rèptil que representa les tenèbres, el mal i el pecat. A la dreta, hi té el Sant Pare Pius XII, envoltat per dignitats eclesiàstiques i, a l'esquerra, l'escena de l'anunciació, amb l'encarnació de Jesucrist, fill de Déu. A la volta del presbiteri s'hi recull el tema de la mediació de la mare de Déu sobre la creació, l'evolució i la salvació de la humanitat, envoltada d'angels i flanquejada per apòstols i sants.
En aquesta pintura el dibuixos i els equilibris compositius esdevenen protagonistes, amb acumulacions piramidals de figures i cossos naturalistes amb colors de gammes neutres. La pintura de Serrasanta es caracteritzada per unes figures humanes força monumentals, molt energètiques i expressives.

##### La Mare de Déu del Blau

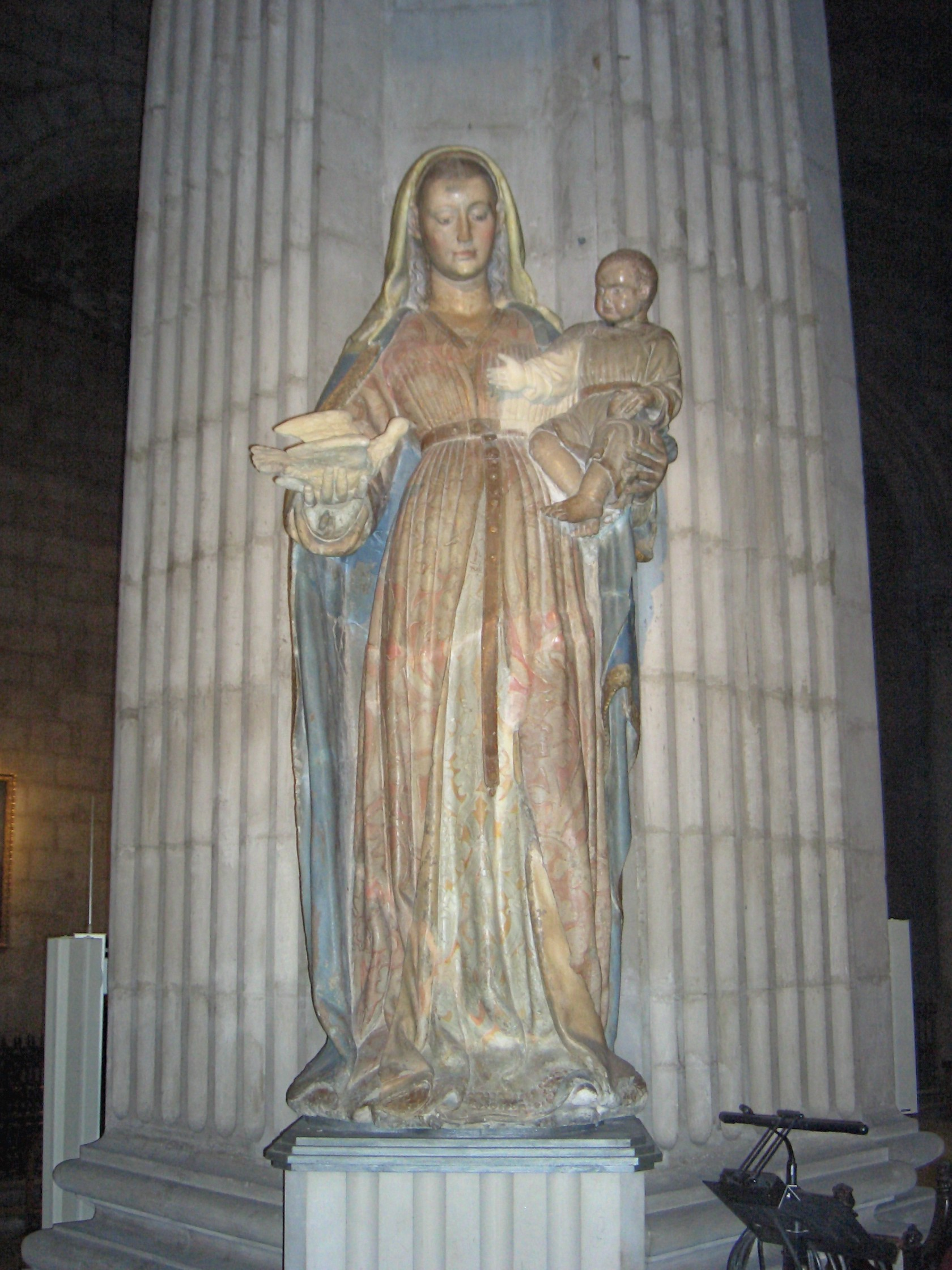
[http://www.turoseuvella.cat/ca/el-conjunt-monumental/petites-histories/mare-de-deu-del-blau La Mare de Déu del Blau

Al flanc esquerre de la boca del presbiteri s'hi venera, des del 2001, la Mare de Déu del Blau, una de les obres més representatives del patrimoni artístic lleidatà. Pertanyent al gòtic tardà, va ser executada l'any 1447 per Jordi Safont, escultor i mestre d'obra de la Seu Vella de Lleida.
És tracta d'una admirable imatge tallada en pedra, que conserva importants restes policromàtiques, amb unes proporcions superiors a les de l'escala humana.
Originalment, estava situada a la porta dels Apòstols de la Seu Vella, de la qual presidia el mainell, i estava acompanyada de les figures dels 12 apòstols. Pensada pel lloc que havia d'ocupar, Maria inclina el cap per mirar maternalment els fidels quan entraven al conjunt catedralici per la porta que senyorejava.
Maria, de peu, sosté el Nen amb el braç esquerre. Els dos vesteixen túniques cenyides a la cintura, i Maria es cobreix amb un ampli mantell que li cau des del cap. La peça va ser restaurada l'any 1972, moment en què se li va restaurar la mà i se li posà l'ocell que sosté.

#### Capelles

##### Capella Baptismal
La primera de les Capelles de la nau de l'Epistola (a mà dreta) és la capella baptismal, és a dir, la capella utilitzada per a batejar, que abans de la Guerra Civil havia estat la capella de Sant Isidre.
Aquesta capella està decorada amb un mural sobre fusta fet amb pa d'or i acrílics, que representa el baptisme de Jesús. Hi apareixen les figures centrals de Jesús i Sant Joan Baptista, que tenen per sobre l'Esperit Sant en forma de colom, juntament amb més de 30 personatges, entre els quals es distingeix la Mare de Déu. El mural, amb figures molt tradicionals, tons molt vius i amb preeminència de colors primaris, és obra de la pintora Carme Benet, iniciat el 2007 amb motiu del 276è aniversari de la Catedral.

##### Capella de Santa Cecília

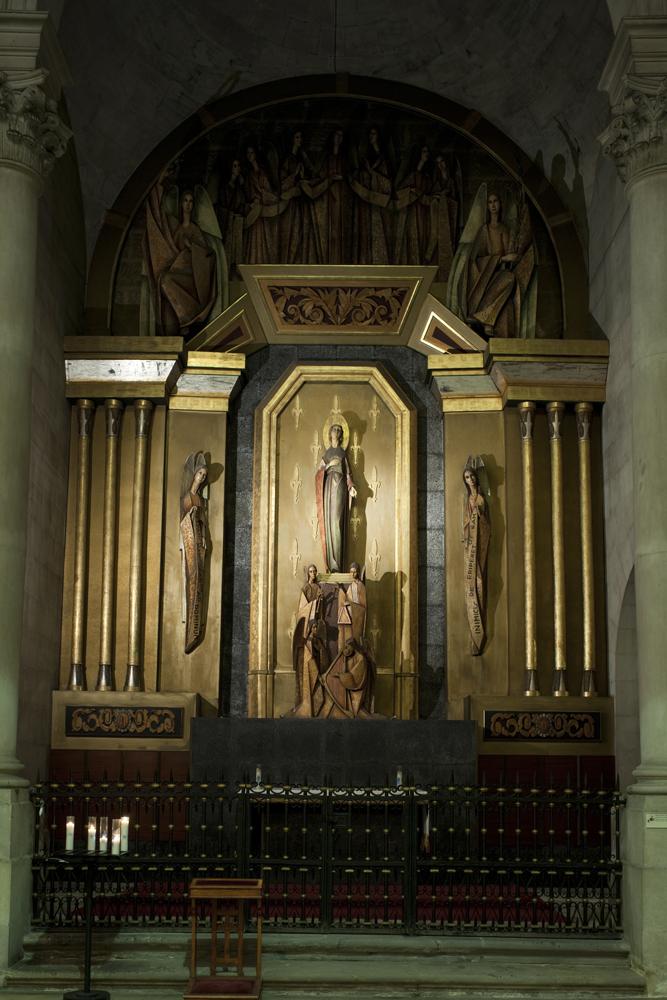
Capella Santa Cecília.

Aquesta capella, estrenada l'any 1964, va ser realitzada íntegrament per l'escultor Jaume Perelló. El retaule, dedicat a la santa màrtir, va ser una donació de la Guàrdia Urbana de Lleida, de la qual és la patrona. Els lleidatans han considerat Santa Cecília l'alliberadora de Lleida. L'any 1643 els lleidatans van acceptar el rei Felip IV perquè van considerar que era pitjor que entressin els francesos, els quals van sotmetre a Lleida a 2 setges, el més conegut el de Santa Cecília, quan es produir la retirada de les tropes.
El retaule s'estructura mitjançant 6 columnes, 3 a cada banda, amb la figura de la màrtir al centre, flanquejada per sengles àngels amb filacteris. Realitzat a base de línies geomètriques simples, presenta una figuració molt estilitzada. A la part inferior hi han representats 4 àngels tocant instruments. El conjunt és coronat per una sèrie de 9 àngels, els dels extrems amb la palma i la corona al·lusives al martiri de la Santa.

##### Capella de la Sagrada família
Aquesta capella es decora amb un retaule de línies neoclàssiques dissenyat per l'arquitecte Francisco Clavera, que es va inspirar en l'antic i desaparegut retaule del Pilar, el qual havia realitzat Juan Adán en 1781. En aquest conjunt els daurats, les filigranes, els ornaments i les motllures estan molt ben resolts des del punt de vista tècnic. El ben resolt tractament de la llum, una llum que realment sembla ontològica, demostren l'alt nivell creatiu de l'autor.
El retaule és un moble litúrgic resolt en dos cossos: a l'inferior presenta 4 columnes (2 per banda), coronades per capitells coríntis; i per sobre hi ha una majestuosa cimera, en la qual hi destaca una talla amb Crist crucificat.
El centre del retaule l'ocupa el llenç de la Sagrada Família, una de les millors pintures de la catedral, obra de Albert Ràfols-Casamada, el qual la va pintar l'any 1959. Amb Sant Josep i Maria amb el Nen a la falda, situa l'escena en un ambient modest i, com a complement, el taller del fuster, amb una taula plena d'eines. Les mirades dels personatges transmeten tendresa.

##### Capella de Sant Anastasi
Aquesta capella va ser reoberta al culte l'any 1961 al lloc ocupat per l'antiga capella de sant Jaume. La gran figura de Sant Anastasi que hi ha al retaule és la talla en fusta més antiga que hi ha en la Catedral Nova i s'atribueix a un escultor anomenat Fernando del Campo. Amb quasi 3 metres d'alçada, parlem d'una monumental imatge del barroc tardà classicista plena de dinamisme, especialment en la vestimenta, i amb una acurada policromia a base de daurat i espolinats envellits.
Aquesta imatge antigament presidia el retaule major dels l'Església de l'antic convent de Santa Teresa de l'Orde de les Carmelites Descalces.

##### Capella de la Mare de Déu de l'Acadèmia
Aquesta capella avui acull una reproducció de l'escultura de la Verge Blanca, copatrona de Lleida, que rep aquest nom per la tonalitat de l'obra original en til·ler blanc que imitava el marbre. La imatge que ens ocupa va ser encomanada l'any 1941 a la Casa Artística de Barcelona i es va instal·lar a l'oratori de l'acadèmia Marina. L'any 1949 va passar a la Seu Nova quan l'alcalde del moment va patrocinar una nova reproducció de la talla per a l'oratori marià.
La figura representa la Immaculada sobre una semiesfera, en al·lusió al globus terraqüi, que trepitja el cap de la serp que mossega la poma, una acció que la identifica amb la nova Eva, l'alliberadora de la humanitat que ha vençut el mal i el pecat simbolitzats per la serp.

##### L'entrada a la Sagristia

###### Mare de Déu d'Agost
Aquesta imatge de la mare de Déu d'Agost la va realitzar Jaume Perelló l'any 1960. La figura és Maria amb una corona estrellada i es troba estirada sobre un reclinatori amb les mans creuades sobre el pit.
Aquesta figura té els seus orígens a la Seu Vella, quan l'any 1497 un escultor, de nom Blai, va construir la primera Verge estirada per ser exposada el 15 d'Agost, festivitat de l'Assumpció, i presidir la processó de la Dormició de la Mare de Déu.

###### Custòdia Processional
De gust neogòtic, aquesta enlluernadora peça reprodueix les custòdies medievals i, segons aquesta remembraça, compta amb tots els elements propis de l'arquitectura gòtica. El receptacle que acull l'hòstia o Santíssim Sacrament es troba al cos superior i consisteix en una corona amb calats ornamentals i caps d'àngels repussats, entre d'altres. A més a més, està flanquejat per 2 àngels dempeus. La peanya, de forma hexagonal, és igualment rica, i tot el conjunt es troba sobre un entarimat quadrat del qual surten 4 grans canelobres.
La peça va ser feta l'any 1867, pels argenters barcelonins Els Fills de Francesc d'Assís Carreras.Està feta en làmines de plata sobredaurada en algunes zones, mentre que altres tenen suport de fusta.
Va ser feta perquè l'antiga custòdia gòtica, procedent de la Seu Vella, fou saquejada en la guerra del francès de 1810.

#### El cor
L'altar major està envoltat pel cadirat de cor del s. XIX, tallat en fusta de roure i procedent de l'Església de San Marcos de Toledo, on va ser adquirit l'any 1950 i traslladat per regions devastades en el període de restauracions de la Catedral lleidatana, per a la qual va ser adaptat i condicionat. L'adaptació del cadirat a l'absis va suposar el pas d'una unitat rectangular tancada a la creació d'un espai físic completament obert. Una altra novetat del moment va ser la instal·lació d'un baldaquí sobre l'altar major, del qual penja una creu amb un modern Crist en Majestat (1950) d'influència romànica.

## Història
El fet històric a tindre en compte, pel que fa a la Seu Vella, va ser la desafectació de la catedral medieval a conseqüència de l'ocupació de les tropes de Felip V el dia 12 d'octubre de 1707, que va restar closa i convertida en caserna militar durant prop de dos-cents cinquanta anys, i l'activitat litúrgica s'hagué de traslladar a l'església de Sant Llorenç. Sota el regnat de Ferran VI s'intentà recuperar les funcions eclesiàstiques de la seu, infructuosament, i el bisbat es va veure obligat a construir una nova seu. Carles III d'Espanya concedí el permís i part del finançament per construir una nova catedral, sota la condició d'abandonar definitivament les intencions de recuperar la Seu Vella per a l'Església lleidatana. Es pensà primer en el mateix lloc que ocupava l'església de Sant Llorenç, però el capítol s'hi oposà. Llavors es prengué la resolució d'erigir-ne una ex novo a la plaça de l'Almudí enfront de l'antic hospital de Santa Maria.

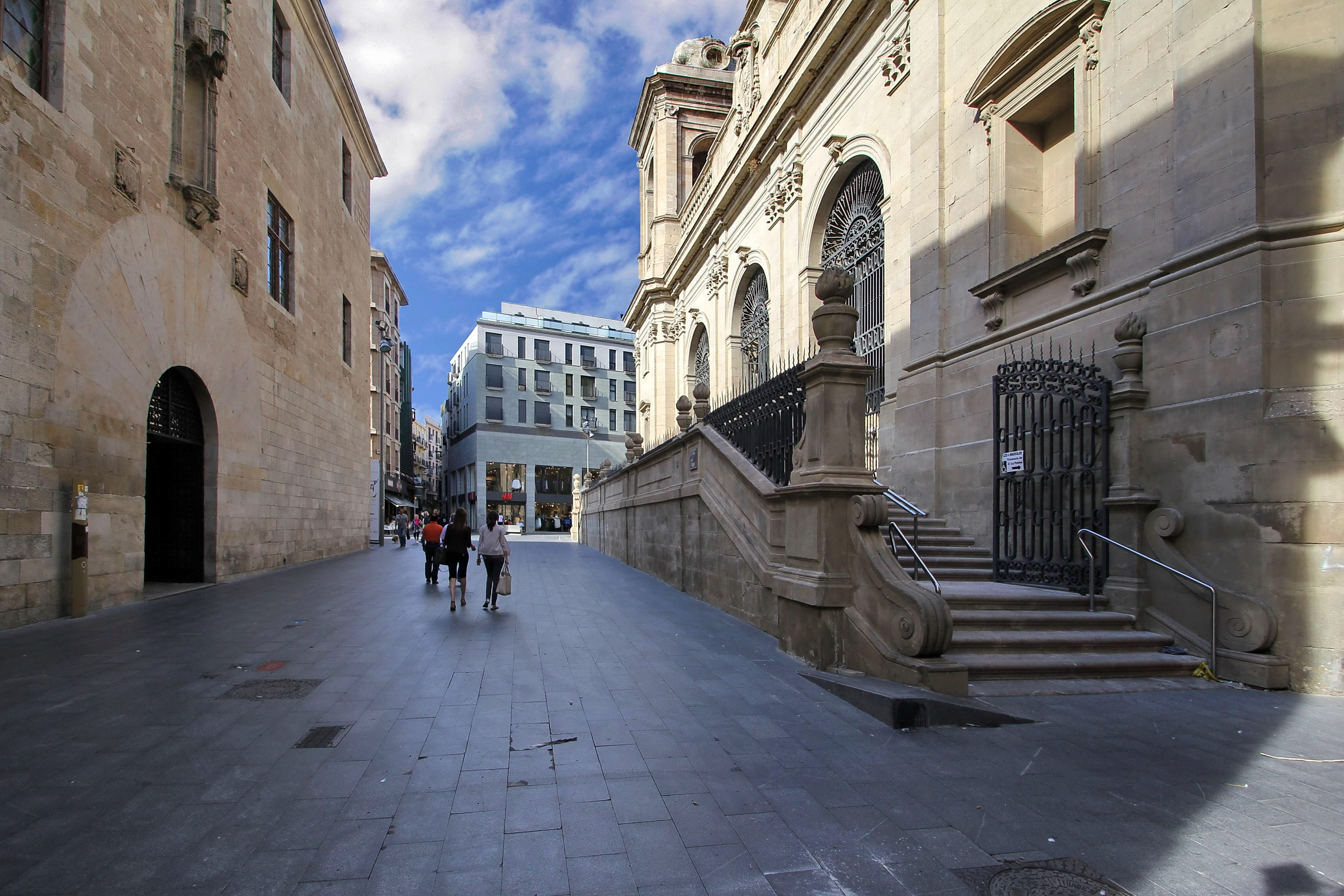
Carrer major i Catedral nova de Lleida

La primera pedra de la nova Seu Catedral fou col·locada pel bisbe Manuel Macías Pedrejón el dia 15 d'abril de 1761. Entre els 4 projectes que es van presentar al concurs públic, i que va supervisar la comandància general d'enginyers de Catalunya, l'escollit va ser el del prestigiós enginyer militar Pedro Martín Cermeño, que en aquesta obra va ser-ne el projectista. A partir de 1744, Francesco Sabatini, arquitecte de confiança del rei Carles III, va dirigir l'última part de les obres, per causa que Cermeño abandona Catalunya. Fou consagrada el 28 de maig de 1781 i s'acabà el 1790. La nova construcció de la catedral nova perfila en bona part la singularitat de les col·leccions catedralícies, ja que la substitució de l'antiga catedral per la borbònica es va produir en un moment en què triomfaven els nous corrents estètics classicitzants i antimedievals de la il·lustració, i va forçar a proveir la nova catedral de mobiliari i objectes litúrgics nous. Un testimoni de la presència de vestigis escultòrics procedents de l'obra medieval és l'anomenada Mare de Déu del Blau, feta per Jordi Safont per a presidir la porta dels apostòls.
A finals del segle xviii, acabat el nou edifici, s'iniciava la fàbrica del cor i els retaules de les diferents capelles, van començar al 1774 i es va allargar fins al 1786.
El retaule major, enllestit en 1782, es va cremar el mateix any en què el van acabar, i se’n va haver de plantejar un de nou que no es va arribar a materialitzar a causa de l'esclat de la Guerra de la Independència, que posteriorment fou substituït per un projecte menys ambiciós. Durant anys l'altar major va estar presidit per algunes talles argentades, entre les quals destaquen la de l'Assumpta, titular del temple, i la de Sant Anastasi.
Durant els darrers anys del segle xviii en plena tasca de llur policromat, entre els dauradors destaquen Domènec Carreras i Felip Barondiani que van daurar el retaule de Sant Pelegrí. Paral·lelament s'adquiriren nous elements d'aixovar litúrgic i d'embelliment del temple, com el cas de 5 pintures comprades pel Canonge Salas a Madrid l'any 1791, a l'almoneda de l'infant Gabriel. S'incorporaren també al tresor els 16 tapissos procedents de la Seu Vella. Destaquem també l'encàrrec a l'argenteria espanyola més prestigiosa, fundada el 1778 per Antonio Martínez a Madrid. L'encàrrec consistia en 6 ceptres d'argent i una custòdia que juntament amb altres peçes van desaparèixer durant la Guerra de la Independència.
Fins ara l'únic testimoni que es conserva anterior a aquest període és un peu, possiblement d'ostensori, de plata sobredaurada, elaborat a Barcelona al Segle XVII, seguint l'estil gòtic tardà.
La guerra del francès va ser una desgràcia per al patrimoni artístic lleidatà, ja que les tropes napoleòniques se n'emportaren tot el material d'orfebreria, deixant el temple desproveït de vasos per a les cerimònies. Això comportà que els canonges adquirissin noves peçes per a l'església, que desaparegueren novament durant la Guerra civil espanyola.

## Modificacions i pèrdues

### Modificacions
Sabatini va posar al capdavant de les obres al mestre de cases Josep Prat Delorta, considerat l'introductor a Catalunya dels nous postulats academicistes promulgats des de la Real Academia de Bellas Artes de San Fernando de Madrid, la qual va actuar com un ens unificador de les tendències estètiques durant els segles xviii i xix.
Prat va realitzar algunes modificacions importants sobre el projecte inicial, foren obligades per la topografia del terreny, ja que si bé en un principi se suposava que aniria a nivell de terra, en realitat calgué ajustar-lo al pendent cap a la façana. Cermeño havia projectat cinc graons i en van caldre, a més dels quatre de l'atri, uns altres quinze a l'escalinata principal d'accés. 
Prat també va plantejar que, en comptes de cobrir el creuer amb una simple volta semiesfèrica, fos bastit un espectacular cimbori vuitavat. La proposta va ser acceptada, però una vegada iniciats els treballs, es van haver de parar, ja que els fonaments no podien aguantar tant de pes. Retornant així al projecte inicial. La idea del mestre de cases de substitutir la volta semiesfèrica per un cimbori, segurament va sorgir de la contemplació dels esvelts i lluminosos cimboris medievals de les catedrals de Tarragona i Lleida, els quals confereixen una esplèndida bellesa als seus interiors i que, de ben segur, li van causar una forta impressió. Finalment, només es van poder realitzar els canvis que Prat va introduir en les dependències situades al voltant de la capçelera.

### Pèrdues
D'ençà que va ser consagrada la Seu nova ha patit una sèrie de fatalitats, principalment incendis i saquejos, que han ocasionat unes pèrdues irreparables. L'any posterior a la seva consagració (1782), es va cremar el retaule major de l'Assumpta, que en aquells moments estava realitzant Juan Adán, el escultor oficial del rei Carles III i director d'escultura de la Real academia de San Fernando, i ell mateix, juntament amb els seus col·laboradors, va ser culpat d'haver provocat l'incendi, i va ser empresonat.
El 13 de maig de 1808 va ser incendiada i espoliada per les tropes franceses durant la guerra de la Independència. Llavors van desaparèixer objectes litúrgics molt preuats, especialment peces d'orfebreria, com és el cas de la custòdia Gòtica procedent de la Seu Vella (Guerau Ferrer, 1515).
Però, el foc més devastador es va produir l'agost de l'any 1936, quan el temple va cremar durant diversos dies, i això va suposar la pèrdua d'irreparables testimonis artístics, com el magnífic cadirat del cor (Lluis Bonifàs, 1774) i els retaules de Juan Adàn a finals del S.XVIII. També es va perdre la Font de les Oques (Salvador Gurri, 1801) o el conjunt noucentista del presbiteri, dissenyat per Joan Bergós, amb imatges de Rafael Solanic i pintures de Francesc d'Assís Galí.